# 赤ちゃんはトップレディがお好き
『赤ちゃんはトップレディがお好き』（あかちゃんはトップレディがおすき、原題: Baby Boom）は、1987年のアメリカ合衆国のロマンティック・コメディ映画。
チャールズ・シャイア監督の作品で、出演はダイアン・キートンなど。突然、赤ちゃんの面倒をみることになったキャリアウーマンの戸惑いと愛情を描いた作品。
第45回ゴールデングローブ賞（1988年）では、ミュージカル・コメディ部門の作品賞と主演女優賞（ダイアン・キートン）にノミネートされた。

## ストーリー
最大手コンサルタント会社の出世争い、その最前線にいる独身女性のJC。財産管理から異性関係まで常に計算をして行動する彼女が、会ったことのないまま死んだ親戚から譲られたのは女の子、それも赤ちゃんだった。始めは拒絶反応を示すが紆余曲折を経て新しい家族を受け入れる。
その日から全ての歯車は狂い始め、重要なポストから外され、彼氏とも別れ、会社も辞め、ついには都落ちで田舎に引っ越すことに。しかし、どん底から立ち直ると、たまたま出遭ったヒントから起業して新たな市場を開拓。ハンサムなお医者さんとも恋仲に、と上り坂へ。
そんな彼女の企業を買いたいと古巣から話が持ち込まれる。役員として厚遇するという提案に舞い上がるが、そこで自分がこれまでの経験から変わったことに気づく。
故郷へ帰り診療所の受付を通り過ぎ診察室に入っていくJC。受付のおばさん（で町長）と診察待ちの女の子が顔を合せてニッコリする。明日は恋人と「農村ニュース」のテレビを見る予定だ。家に戻ると赤ちゃんのエリザベスが「ママ」と初めて言葉をかけてくれる。明るい部屋で２人はお喋りをする。

## キャスト
| 役名                       | 俳優                   | 日本語吹替 | 日本語吹替 |
| 役名                       | 俳優                   | TBS版      | 機内上映版 |
| -------------------------- | ---------------------- | ---------- | ---------- |
| J・C・ワイアット           | ダイアン・キートン     | 弥永和子   | 弥永和子   |
| ジェフ・クーパー           | サム・シェパード       | 金尾哲夫   | 納谷六朗   |
| スティーヴン・ブフナー     | ハロルド・ライミス     | 牛山茂     | 大塚芳忠   |
| エリザベス・ワイアット     | クリスティナ・ケネディ |            |            |
| エリザベス・ワイアット     | ミシェル・ケネディ     |            |            |
| フリッツ・カーティス       | サム・ワナメーカー     | 大木民夫   | 大木民夫   |
| ケン・アーレンバーグ       | ジェームズ・スペイダー | 後藤敦     | 井上和彦   |
| ヒューズ・ララビー         | パット・ヒングル       | 青森伸     | 加藤正之   |
| ヴァーン・ブーン           | ブリット・リーチ       | 峰恵研     | 増岡弘     |
| アトウッド夫人             | エリザベス・ベネット   | 定岡小百合 | 片岡富枝   |
| エヴェレット・スローン会長 | ジョージ・O・ペトリー  | 北村弘一   | 宮内幸平   |

- TBS版：初回放送1993年4月28日『水曜ロードショー』
- 機内上映版：Amazon Prime Videoの『MGM』チャンネル内で配信。

## スタッフ
- 監督：チャールズ・シャイア
- 脚本：ナンシー・マイヤーズ、チャールズ・シャイア
- 製作：ナンシー・マイヤーズ
- 撮影：ジェフリー・ハワード
- 美術：ベラ・ニール
- 音楽：ビル・コンティ
- 編集：リンジー・クリングマン
- 衣装デザイン：スーザン・ベッカー

### 日本語版
TBS版
- 演出：加藤敏
- 翻訳：岩佐幸子
- プロデューサー：上田正人
- 制作：東北新社、TBS